# Toxicocalamus loriae
Toxicocalamus loriae är en ormart som beskrevs av Boulenger 1898. Toxicocalamus loriae ingår i släktet Toxicocalamus och familjen giftsnokar och underfamiljen havsormar. Inga underarter finns listade i Catalogue of Life.
Arten förekommer på Nya Guinea. Honor lägger ägg.